# Zootrophion atropurpureum
Zootrophion atropurpureum là một loài thực vật có hoa trong họ Lan. Loài này được (Lindl.) Luer miêu tả khoa học đầu tiên năm 1982.

## Hình ảnh

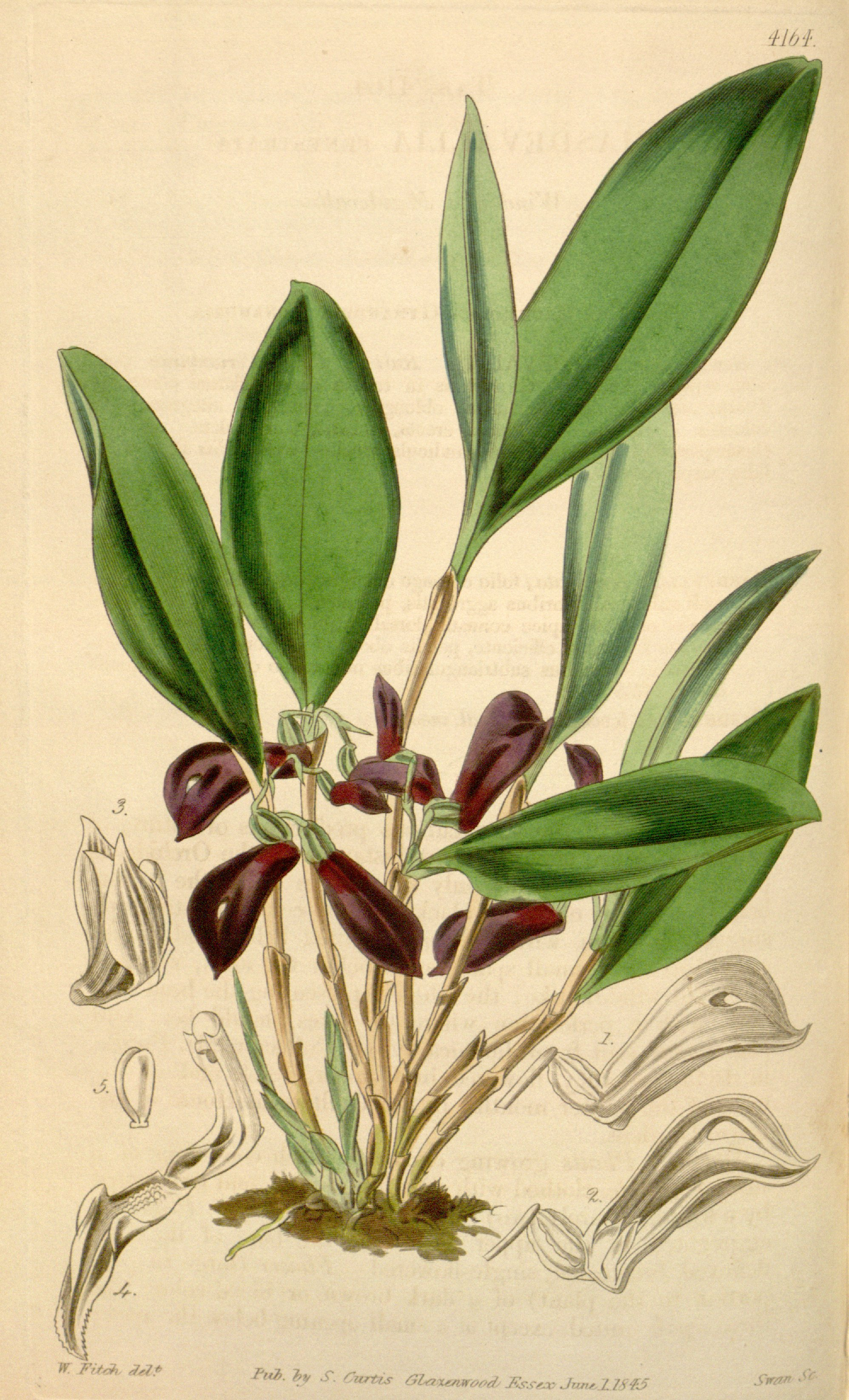